# Вибори Президента Ірану 2017
Президентські вибори в Ірані 2017 року — дванадцяті президентські вибори в країні, що відбулися 19 травня 2017 року і на яких переміг діючий глава держави Хассан Рухані.
Президент Ірану є вищою виборною посадовою особою в країні, главою виконавчої влади, а також другою за важливістю особою після верховного лідера. Під контролем Верховного лідера Ірану знаходяться збройні сили, судова система, державне телебачення і інші ключові урядові організації. Існує також неофіційний звичай, за яким члени кабінету міністрів для основних відомств узгоджуються з Верховним лідером. Слід зазначити, що чинний верховний лідер Алі Хаменеї, перебуває при владі більше трьох десятиліть. Хаменеї приймає остаточні рішення про визнання результатів виборів в Ірані, призначення і звільнення членів кабінету.

## Календар подій
У серпні 2016 року Міністерством внутрішніх справ були оголошені офіційні дати, пов'язані з виборами:
- 11 квітня — Початок офіційної реєстрації кандидатів в МВС.
- 16 квітня — Завершення реєстрації кандидатів (о 18:00).
- 17 квітня — Рада вартових почне перевірку благонадійності зареєстрованих кандидатів.
- 21 квітня — Рада вартових розгляне можливі апеляції з боку дискваліфікованих кандидатів.
- 26 квітня — Оголошення остаточного списку кандидатів.
- 27 квітня — Офіційні пропагандистські кампанії кандидатів.
- 18 травня — День тиші.
- 19 травня — Дата виборів.

## Висування кандидатур
18 лютого 2017 року про висунення своєї кандидатури заявив колишній віце-президент Ірану Хамід Реза Бакаї, який займав свою посаду при президентові Махмуді Ахмадінежаді. Сам Махмуд Ахмадінежад заявил, що висувати свою кандидатуру не планує.. Проте 12 квітня він висунув свою кандидатуру.
Також зареєструвався як кандидат діючий президент Ірану Хассан Рухані.
Наглядова Рада з 1636 кандидатур затвердила шістьох кандидатів на посаду Президента Ірану. Це Мостафа Мірсалім, Есхак Джаганґірі, Ебрахім Раїсі, Мохаммад-Баґер Ґалібаф, Мостафа Гашемітаба та Хассан Рухані.

### Кандидати
Хассан Рухані
Чинний президент Ірану з 2013 року
Партія реформ і розвитку
Ібрагім Раїсі
Партія Асоціація бойового духовенства
Мостафа Мірсалім
Міністр культури Ірану в 1994—1997 роках
Партія Ісламська коаліційна партія
Мостафа Гашемітаба
Міністр важкої промисловості Ірану в 1981—1982 рр.
Партія Вершителі партійного будівництва

### Кандидати, що вибули
Мохаммад-Баґер Ґалібаф
Мер Тегерана з 2005 року.
Партія Прогресивний і Справедливий Народ Ісламського Ірану
Вибув 15 травня та закликав своїх прихильників голосувати за Ебрагіма Раїсі
Есхак Джаганґірі
Чинний перший віце-президент Ірану з 2013 року
Партія Вершителі партійного будівництва
Вибув 16 травня та закликав своїх прихильників голосувати за Хасана Рухані.

## Результати виборів
| Кандидат                    | Число голосів | % голосів |
| --------------------------- | ------------- | --------- |
| Хасан Рухані                | 23,549,616    | 57.13 %   |
| Ебрагім Раїсі               | 15,786,449    | 38.30 %   |
| Мостафа Мірсалім            | 478,215       | 1.16 %    |
| Мостафа Гашемітаба          | 215,450       | 0.52 %    |
| Дійсних голосів             | 41,220,131    | 97.25 %   |
| Недійсні голосів            | 1,162,259     | 2.89 %    |
| Усього голосів              | 42,382,390    | 100 %     |
| Зареєстрованих голосів/явка | 56,410,234    | 73.07 %   |